# Конституція сімнадцяти статей
Конституція сімнадцяти статей (憲法十七条, けんぽうじゅうしちじょう, кемпо дзюсіті-дзьо) — найстаріший законодавчий акт Японії, укладений принцом Шьотоку в 604 році. Містить 17 статей, створених на буддистській і конфуціанській ідеологічній основі. Статті вимагають від аристократів і чиновників дотримуватися монархічного порядку і гармонії в державних справах.

## Короткі відомості
Точна дата утвердження Конституції невідома. Загальноприйнятою вважається 604 рік. Вона згадується в «Анналах Японії». Проте також існують теорії, що документ було складено у 605 або 602 роках.
Конституція містить моральні настанови, адресовані до японських державних мужів: «чиніть шляхетно, використовуючи гармонію», «вшановуйте Три буддистські скарби», «обов'язково старайтесь в роботі, отримавши імператорський рескрип» тощо. Окрім положень буддизму і конфуціанства, документ ґрунтується на тезі побудови централізованої держави на чолі з Імператором. Ця теза була політичним ідеалом майбутніх державних діячів епохи Реформ Тайка.
Існувала також теорія Цуди Сокіті, що Конституція є середньовічною підробкою. Доказом цієї теорії служила 12 стаття, де згадуються провінційні губернатори кокусі — інститут, що був впроваджений у 8 столітті. Проте більшість японських науковців, таких як Іноуе Міцусада, Наокі Родзіро, Кісі Тосіо та інші, на основі власних досліджень системи рангів 8—9 століть, а також тогочасної системи Імператорського Дому, довели автентичність Конституції.